# Sciences Po Lille
Sciences Po Lille, chiamata anche Institut d'études politiques de Lille, fa parte della Conférence des grandes écoles e ha sede a Lilla. È un istituto di studi superiori, i cui campi di specializzazione spaziano dalle scienze politiche e sociali, all’economia e alle relazioni internazionali. Selezionando i suoi allievi tramite concorso, lo scopo di questo istituto è di formare la classe dirigente francese, nel settore pubblico come in quello privato.
Sciences Po Lille si distingue dagli altri istituti politici per la sua “integrazione europea”, essendo situata in un certo senso al centro dell’Europa, tra il Regno Unito, Bruxelles, la Germania e il Lussemburgo. Sciences PoLille ha concluso anche importanti accordi con università conosciute in tutto il mondo per il loro prestigio, come l’Università Johns Hopkins, l’University of Virginia in America del Nord, Fudan, Tsinghua, Waseda e l’Università di Seoul in Asia, l’Istituto di studi superiori di Monterrey in America.

## Storia
Gli istituti di studi politici di Lilla e Rennes sono costruiti tramite decreto il 13 giugno 1991. Si tratta di uno stabilimento pubblico a carattere amministrativo collegato prima, associato poi, all’Università di Lilla. All’inizio l’Istituto condivideva degli spazi con la Scuola Superiore di Giornalismo di Lilla e da qui proviene il forte legame tra le due scuole, che dura fino ad oggi. 
Al fine di accogliere più studenti, si decide nel 1996 di costruire dei nuovi locali nel quartiere popolare di Moulins, ma anche questi locali, con il passare del tempo, diventano sempre più stretti. È necessario quindi un ulteriore spostamento, che viene effettuato nel gennaio 2017 nella vecchia facoltà di lettere, nei pressi della prima costruzione. La superficie della struttura è di 8200 metri quadrati, ed è dotata di 40 aule, 3 anfiteatri e una biblioteca (anch’essa ristrutturata nello stesso periodo) di 1500 metri quadrati.

## Ammissionne
Essendo una Grande École, la procedura di ammissione di Sciences Po Lille è molto selettiva. 
- Per l’ammissione al primo anno esiste una procedura generale ed una specifica per chi vuole entrare nei programmi delle filiere franco-tedesca, franco-inglese o franco-spagnola:

o	La procedura generale è aperta ai diplomati dell’anno in corso e dell’anno precedente. Dopo che il candidato partecipa al concorso pubblico, viene indirizzato negli istituti di studi politici in base alla sua posizione nella graduatoria.  
o	Nella procedura per le filiere internazionali l’anno del conseguimento del diploma non è vincolante, ciononostante la selezione resta ristretta.
- Per l’ammissione al quarto anno:

o	Una procedura generale, aperta a chi possiede una laurea di primo livello, che si svolge su concorso scritto. I candidati ammissibili sono poi invitati a un orale.
o	Una procedura specializzata, o terza via di accesso, per le persone che hanno almeno cinque anni di attività professionale valorizzante e che non sono in possesso una laurea.
- Per l’ammissione al sesto anno: una procedura di ammissione su dossier al ciclo preparatorio ai concorsi pubblici (“Prep’ENA” =  Préparation École Nationale d’Administration) e aggregati (“Prép’Agreg”)

Sciences Po Lille è ogni anno une degli IEP più richiesti nei concorsi pubblici, insieme a Strasburgo e Lione. È stato il più richiesto nel 2015 e nel 2017 è con Sciences Po Lione al primo posto ex aequo.

## Corsi filiera generale

### Prima del 2008
Se negli anni 90 gli studi durano tre anni, successivamente la durata aumenta a quattro anni, per poi arrivare a cinque nel 2004, nel contesto della riforma “LMD” del Processo di Bologna. Alla fine dei cinque anni ai diplomati spetta di diritto il conferimento della qualifica di master, data dallo Stato.
La filiera generale inizia con un primo ciclo di formazione generale di tre anni (= sei semestri). All’inizio del primo anno gli studenti devono decidere tra cinque indirizzi proposti, ovvero: “Amministrazione pubblica”, “Politica, economia e società”, “Economia e finanza”, “Studi europei” e “Relazioni Internazionali”. Dal 2002 gli studenti effettuano il loro terzo anno all’estero, sotto forma di tirocinio o di studio in una delle università partner, in base alla loro classifica nella graduatoria.   
Segue poi un secondo ciclo di specializzazione di due anni (= quattro semestri). L’obiettivo del secondo ciclo è di fornire agli studenti una formazione più professionale. Comprende 17 specializzazioni che permettono di prepararsi alle funzioni di rango superiore del settore pubblico e privato, come anche a funzioni nel campo della ricerca. 

### Dopo il 2008
L'allungamento degli studi da quattro a cinque anni conduce a delle modifica nella formazione fornita da Sciences Po Lille, in sinergia con gli altri Istituti di Studi Politici di Francia. I due primi anni (120 crediti ECTS), provvedono ad una formazione pluridisciplinare e generale. Gli studenti scelgono, durante il secondo anno, degli insegnamenti d’esplorazione che permettono loro di orientare la propria scelta della laurea specialistica. Viene proposto loro un percorso incentrato sul diritto, uno sulle relazioni internazionali e uno rivolto all’inserimento nel mondo del lavoro. Gli studenti vengono messi in una graduatoria e la loro posizione determina la loro destinazione durante il terzo anno. 
Il terzo anno (180 crediti ECTS) si svolge all’estero, nelle più di 200 università partner di Sciences Po Lille, in 45 Paesi diversi. Gli studenti possono scegliere di svolgere tutto l’anno all’estero o di effettuare un semestre di tirocinio in un’impresa, nell’amministrazione o in un’associazione.
Gli studenti del terzo anno ottengono un voto di ammissione alla laurea specialistica. La laurea specialistica 1 (240 crediti ECTS) si sviluppa in 5 percorsi : “Affari pubblici”, “Commercio e finanza”, “Carriere europee internazionali”, “Politica, economia e società” e “Strategia e comunicazione delle organizzazioni”.  
La laurea specialistica 2 (300 crediti ECTS) consiste in una specializzazione con più profili e con 17 indirizzi possibili, incluso un periodo di tirocinio.

## I doppi percorsi
Sciences Po Lille propone tre filiere integrate che permettono agli studenti di ottenere in quattro anni (due anni a Sciences Po Lille e due nell’università partner) due lauree. I tre doubles diplômes sono franco-tedeschi, franco-britannici e franco-spagnoli.  
Filiera franco-britannica: primo e quarto anno a Sciences Po Lille, secondo e terzo all’università del Kent e quinto anno modulabile.
Filiera franco-tedesca:  primo e terzo anno a Sciences Po Lille, secondo e quarto anno all’università di Munster, quinto anno modulabile.
Filiera franco-spagnola: primo e secondo anno a Sciences Po Lille, terzo e quarto anno all'università di Salamanca, quinto anno modulabile.
L'ammissione a questi double diplômes richiedono il superamento di un colloquio orale in lingua straniera. I doubles-diplômes sono particolarmente apprezzati dai datori di lavoro che vedono negli studenti che intraprendono questo percorso dei soggetti curiosi, avendo fatto un’esperienza di studio diversa e più ampia del normale.

## Doppi titoli (laurea magistrale)
Sciences Po Lille offre ai suoi studenti una doppia laurea magistrale. Esse permettono di ottenere in due anni due diplomi di laurea magistrale. 
Il double master Sciences Po Lille / École supérieure de journalisme de Lille: grazie ad una convenzione tra le due strutture, gli studenti di Sciences Po Lille sono esenti dalle prove di ammissibilità del concorso di ingresso alla ESJ. Una volta ammessi, ottengono il M1 a Sciences Po Lille e il M2 alla ESJ.
Il double master Sciences Po Lille / Audencia. Dopo un M1 à Sciences Po Lille, gli studenti svolgono i propri studi presso la scuola di commercio Audencia. Questa laurea è apprezzata dai datori di lavoro perché permette agli studenti di padroneggiare le conoscenze del settore pubblico (tipiche di uno studente IEP) come del management nel privato. 
Il double master Sciences Po Lille / Johns Hopkins University.  Questa doppia laurea magistrale permette agli studenti di studiare durante il primo anno a Sciences Po Lille, e di fare il loro secondo anno nel campus europeo dell’università americana, situato a Bologna. Gli studenti integrano ai loro corsi il corso MAIA (Master of Arts in International Affairs) durante il loro secondo anno.
Il double master Sciences Po Lille / Aston University. Scelti da una commissione molto selettiva, gli studenti di questa doppia laurea magistrale, intitolata “Europe and the World”, studiano la posizione dell’Europa nelle relazioni internazionali. Questa laurea magistrale si apre a carriere internazionali, soprattutto nell’ambito dell’Unione Europea.  
Il double master Sciences Po Lille / Università di Seghedino. Incentrata sullo studio dell’Europa Centrale e orientale, questa doppia laurea magistrale richiede che gli studenti siano nel corso di laurea di "Carrières européennes et internationales" nel loro primo anno di magistrale a Lilla.
È da notare che gli studenti possono, se è coerente con il loro progetto professionale, effettuare il loro secondo anno di magistrale nelle università che propongono ammissioni in M2. Alla fine dell’M2, Sciences Po Lille e la seconda struttura rilasciano tutte e due le lauree magistrali. 

### Centri di ricerca
Sciences Po Lille conta cinque laboratori di ricerca appoggiati all’università di Lilla:
- CERAPS (scienze politiche e diritto pubblico)
- CLERSE (economia e sociologia)
- IRHIS (storia)
- IRDP (diritto pubblico)
- CECILLE (lingue e civilità)

Sciences Po Lille è anche membro del Collegium des Grandes Écoles Publiques de Lille e partecipa alla Communauté d’universités et d’établissements Lille Nord de France (COMUE).

### Vita associativa
Sciences Po Lille è caratterizzata da una vita associativa molto dinamica, contando una quarantina di associazioni nel campo della politica, del dibattito e della riflessione politica, dell’ecologia, delle questioni umanitarie delle relazioni culturali e inter-universitarie, del mondo dell’impresa e dell’handicap. Il parlamento degli studenti è stato fondato da un ex studente di Sciences Po Lille. 
Si possono citare in particolare il bureau des étudiants (BDE), il bureau des sports (BDS), il bureau des arts (BDA), il bureau des internationaux (BDI), l’associazione di promozione dell'Europa (Visions d'Europe), la Junior-Entreprise (Sciences Po Lille Junior Conseil), il club d'enologia, l’associazione di teatro amatoriale (Les Neveux de Thalie), l’oratorio cattolico, l’ONG studenti (Enactus),l’associazione di simulazione dell'ONU tramite il Modello delle Nazioni Unite (Munwalk Sciences Po Lille), l’associazione di simulazione parlamentare (l'Arène de l'IEP), la rivista di relazioni internazionali (Le Jeu de l'Oie), il webmagazine (La Manufacture). Il Modello delle Nazioni Unite di Sciences Po Lille è ogni anno al primo posto nella classifica di Francia, quarto a livello europeo e settimo a livello mondiali nel 2017. 
Grazie allo stretto legame tra l’Arena dell’IEP, Sciences Po Lille e la regione Hauts de France, Xavier Bertrand, presidente della regione, autorizza gli studenti a utilizzare il vero parlamento per le loro simulazioni.

### Biblioteca
Sciences Po Lille annovera tra i suoi locali una biblioteca creata nel 1991 e che portava, fino allo spostamento, il nome di François Goguel, giurista e vecchio membro del Consiglio costituzionale e della Fondazione nazionale di scienze politiche, che ha donato al centro di documentazione una grande parte dei suoi fondi personali. La biblioteca dispone di una struttura dedicata, di fronte alla struttura principale d’insegnamento, piazza Georges Lyon, permettendo agli studenti di raggiungerla solo attraversando la strada. Nata dalla riabilitazione parziale della Maison de l'Education Permanente altrimenti detta biblioteca universitaria di Lilla, la struttura apre le sue porte a gennaio 2017. L’aspetto maestoso e istituzionale del luogo storico è stato mantenuto e adattato a ciò che offre una normale biblioteca oggi, ovvero le risorse necessarie allo studio, allo sviluppo dello spirito critico, rimanendo allo stesso tempo luogo di vita e di scoperta. 
Questo centro di documentazione comprende, nel febbraio 2010, più di trentamila opere e 277 collezioni di giornale. Esso comprende anche una collezione di documenti antichi, tra i quali delle opere del celebre e giurista rettore Maurice Hauriou.